# Phân chia hành chính Bangladesh

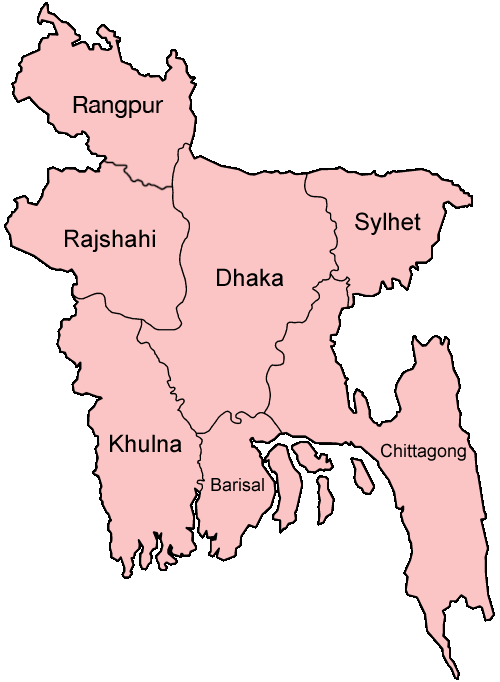
Sáu vùng hành chính Bangladesh

Bangladesh được chia thành sáu phân khu, mỗi vùng được đặt tên theo thủ phủ của nó: Barisal (বরিশাল), Chittagong (চট্টগ্রাম), Dhaka (ঢাকা), Khulna (খুলনা), Rajshahi (রাজশাহী) và Sylhet (সিলেট).
Các vùng lại được chia tiếp thành các đơn vị hành chính được gọi là zila, hay các quận. Có 64 quận tại Bangladesh, mỗi quận lại được chia nhỏ thành các thana, hay các trạm cảnh sát (trước kia được gọi là upa-zila hay phường). Vùng bên trong mỗi đồn cảnh sát, trừ tại các khu vực đô thị, được chia thành nhiều cộng đồng, mỗi cộng đồng gồm nhiều làng. Tại các vùng đô thị, các đồn cảnh sát được chia thành các phường, phường được chia tiếp thành các mahallas. Các quan chức cấp vùng, quận hay thana không nhậm chức qua bầu cử, và bộ máy hành chính chỉ gồm các quan chức chính phủ. Các cuộc bầu cử trực tiếp được tổ chức cho mỗi cộng đồng (hay phường), lựa ra một chủ tịch và một số thành viên. Năm 1997, một đạo luật được thông qua tại quốc hội quy định dành ra 3 ghế (trong số 12 ghế) tại tất cả các cộng đồng cho các ứng cử viên nữ.
Dhaka là thủ đô và là thành phố lớn nhất Bangladesh. Các thành phố lớn khác gồm Chittagong, Khulna, Rajshahi, Barisal và Sylhet. Các thành phố đô thị đó có các cuộc bầu cử thị trưởng, trong khi các vùng đô thị khác chỉ bầu một vị chủ tịch. Các vị thị trưởng và chủ tịch được bầu với nhiệm kỳ 5 năm.